# Zielona Huta
Zielona Huta (kaszub. Zelonô Hëta lub też Kònarskô Hëta, Kònarskô Sklanô Hëta, niem. Glashütte Gross Konarczyn, Grünhutte) – wieś kaszubska w Polsce położona w województwie pomorskim, w powiecie chojnickim, w gminie Konarzyny przy trasie drogi wojewódzkiej nr 212.
W latach 1975–1998 miejscowość administracyjnie należała do województwa słupskiego.